# Antroposthiidae
De Antroposthiidae is een familie uit de orde Acoela.

## Geslachten
De volgende geslachten zijn bij de familie ingedeeld:
- Antroposthia Faubel, 1974
- Convoluella Faubel, 1974
- Unantra Faubel, 1976